# Русское (Тамбовская область)
Русское — село в Сосновском районе Тамбовской области России. Входит в состав Отъясского сельсовета.

## География
Русское расположено в пределах Окско-Донской равнины, у реки Красная Дубрава. Слилось с селом Отъяссы, центром поселения. С северо-восточной стороны примыкает село Дмитриевка. С востока проходит автодорога 68Н-040 Тамбов — Шацк.
Климат
Русское находится, как и весь район, в умеренном климатическом поясе, и входит в состав континентальной климатической области Восточно-Европейской равнины. В среднем в год выпадает от 350 до 450 мм осадков. Весной, летом и осенью преобладают западные и южные ветра, зимой — северные и северо-восточные. Средняя скорость ветра 4-5 м/с.

## История
В селе было две церкви: Петропавловская, деревянная, холодная, построенная в 1751 году на средства прихожан и Николаевская, деревянная, холодная, построенная в 1883-ом. В 1889 году была открыта Русскинская школа грамоты при Петропавловской церкви. В 1892 году (по другим данным в 1889) заработола школа грамоты при Николаевской церкви.
Согласно Закону Тамбовской области от 17 сентября 2004 года № 232-З село включено в состав образованного муниципального образования Отъясский сельсовет.

## Население
| 2010 |
| ---- |
| 315  |

## Инфраструктура
Церковь Петра и Павла в Отъяссах (Петропавловская церковь).
Действовал колхоз «Россия» (центр — село Отъяссы).

## Транспорт
Автомобильные дороги.